# Oganes Zanazanyan
Oganes Aroutiounovitch Zanazanyan (en russe : Оганес Арутюнович Заназанян, en arménien : Հովհաննես Հարությունի Զանազանյան) est un footballeur soviétique né le 10 décembre 1946 à Athènes et mort le 4 octobre 2015 à Erevan.

## Biographie
Avec la sélection soviétique, il gagne la médaille de bronze lors des Jeux olympiques d'été de 1972. Lors du tournoi olympique organisée à Munich, il dispute 6 matchs. À cette occasion, il inscrit un but contre le Soudan.
Avec le club d'Ararat Erevan, il remporte deux Coupes d'URSS. Avec cette équipe, il dispute un total de 243 matchs en première division soviétique, pour 56 buts inscrits. Il inscrit notamment 14 buts en 1969 et 13 buts en 1972.

## Statistiques
| Saison                | Club                  | Championnat           | Championnat | Championnat | Coupe(s) nationale(s) | Coupe(s) nationale(s) | Compétition(s) continentale(s) | Compétition(s) continentale(s) | Compétition(s) continentale(s) | Total | Total |
| Saison                | Club                  | Division              | M.          | B.          | M.                    | B.                    | Comp.                          | M.                             | B.                             | M.    | B.    |
| 1965                  | Lernagorts Kapan      | D3                    | 38          | 11          | -                     | -                     | -                              | -                              | -                              | 38    | 11    |
| 1966                  | Shirak Leninakan      | D2                    | 24          | 3           | 1                     | 0                     | -                              | -                              | -                              | 25    | 3     |
| Sous-total            | Sous-total            | Sous-total            | 62          | 14          | 1                     | 0                     | -                              | -                              | -                              | 63    | 14    |
| 1966                  | Ararat Erevan         | D1                    | 6           | 0           | -                     | -                     | -                              | -                              | -                              | 6     | 0     |
| 1967                  | Ararat Erevan         | D1                    | 22          | 0           | -                     | -                     | -                              | -                              | -                              | 22    | 0     |
| 1968                  | Ararat Erevan         | D1                    | 30          | 7           | -                     | -                     | -                              | -                              | -                              | 30    | 7     |
| 1969                  | Ararat Erevan         | D1                    | 29          | 14          | 1                     | 0                     | -                              | -                              | -                              | 30    | 14    |
| 1970                  | Ararat Erevan         | D1                    | 32          | 5           | 4                     | 2                     | -                              | -                              | -                              | 36    | 7     |
| 1971                  | Ararat Erevan         | D1                    | 30          | 5           | 4                     | 0                     | -                              | -                              | -                              | 34    | 5     |
| 1972                  | Ararat Erevan         | D1                    | 28          | 13          | 2                     | 0                     | C3                             | 5                              | 1                              | 35    | 14    |
| 1973                  | Ararat Erevan         | D1                    | 26          | 6           | 9                     | 1                     | -                              | -                              | -                              | 35    | 7     |
| 1974                  | Ararat Erevan         | D1                    | 30          | 6           | 6                     | 2                     | C1                             | 4                              | 2                              | 40    | 10    |
| 1975                  | Ararat Erevan         | D1                    | 10          | 0           | 2                     | 0                     | C1                             | 2                              | 0                              | 14    | 0     |
| Sous-total            | Sous-total            | Sous-total            | 243         | 56          | 28                    | 5                     | -                              | 11                             | 2                              | 282   | 63    |
| 1976                  | Spartak Moscou        | D1                    | 4           | 0           | -                     | -                     | -                              | -                              | -                              | 4     | 0     |
| Total sur la carrière | Total sur la carrière | Total sur la carrière | 309         | 70          | 29                    | 5                     | -                              | 11                             | 2                              | 349   | 77    |

## Palmarès
- Vainqueur de la Coupe d'Union soviétique en 1973 et 1975 avec l'Ararat Erevan.
- Médaillé de bronze aux Jeux olympiques d'été de 1972 avec l'équipe d'URSS.